# 전문연구요원
전문연구요원(專門硏究要員, 영어: Technical Research Personnel)은 대한민국의 전환, 대체복무제도 중 하나로, 국가경쟁력을 높이기 위해 병역의무가 있는 사람 가운데 일부를 선발하여 현역으로 복무하는 대신에, 연구기관에 대체 복무하도록 하는 제도이다.

## 상세
- 전문연구요원은 사회복무요원과 다른 "근로자"이기 때문에 병 월급이 아닌 소속 회사의 월급을 받는다. 박사과정 전문연구요원은 별도로 지급되는 월급은 없으며, 보통의 대학원생들처럼 각 소속 지도교수의 연구 프로젝트에 참가하여 받는 연구비를 받을 수 있다.

- 산업기능요원과 전문연구요원 외 예술체육요원, 공중보건의사 등은 소집 이전 징병검사 결과와 상관없이 현역 대상자와 보충역 대상자 모두 보충역에 편입된다. 주특기는 육군 소총 이등병이다.

- 산업기능요원과 전문연구요원 외 예술체육요원, 공중보건의사 등은 소집 이전 징병검사 결과와 상관없이 현역 대상자와 보충역 대상자 모두 보충역에 편입된다. 그러나 복무기간은 현역 대상자는 2년 10개월, 보충역 대상자는 2년 2개월이다. 현재 복무기간은 감축되지 않고 있다. 주특기는 육군 소총 이등병이다.

- 승선근무예비역은 모두 예비역 해군 이등병 소속이다. 복무하는 동안에는 현역에 준한다.

- 모든 보충역의 대체복무, 즉 예술체육요원, 전문연구요원, 전문봉사요원(공중보건의사, 징병전담의사, 공중방역수의사, 공익법무관)의 존치여부가 늦어도 2022년 이후에는 보충역이 폐지되어, 병역 구분이 현역과 제2국민역으로 2원화 된다. (그 외로는 '병역면제')

## 복무분야에 따른 경력 인정
- 한국산업인력공단[1][2]에서는 산업기능요원 및 승선근무예비역과 전문연구요원도 현역과 보충역 자원을 불문하고, 기초군사교육 기간은 근무 경력으로 인정받지 못한다.
- 그러나 사회복무요원은 한국산업인력공단의 경우, 복무 분야 (사회복지, 보건의료, 교육문화, 환경안전, 행정)에 따라 사회복무요원으로서의 보충역 소집 시작일인 기초군사교육 훈련소 입소일 당일부터 근무기간을 경력으로 인정받아, 산업기사나 기사, 기술사 등의 취득이 가능하다. 기초군사교육도 근무지에서 '위탁교육'으로 보낸 것이기 때문이다. 다른 보충역인 예술체육요원 그리고 공중보건의사, 징병전담의사, 공중방역수의사, 공익법무관도 마찬가지이다.

## 2011년부터 선발방식 변경
2011년 1월 1일부터 전문연구요원의 선발방식이 변경된다. 산업기능요원은 변화가 없다.
우선 자연계 대학원을 대상으로 하던 선발시험의 경우 기존 연 2회에서 연 1회(9월) 시행하는 것으로 축소된다. 더불어 기존 한국교육과정평가원에서 문제를 출제하던 방식을 버리고, 영어의 경우에는 텝스, 국사의 경우에는 국사편찬위원회에서 출제하는 한국사능력검정시험 3급 이상의 성적을 기준으로 선발하게 된다.
더불어 영어의 경우에는 과락제도가 생긴다. 기존에는 선발인원에 비해 응시인원이 미달되면 성적이 안 좋아도 합격했지만, 이젠 영어가 100점 만점을 기준으로 40% 이하일 경우에는 과락으로 간주되어 탈락한다.
그리고 대학부설연구기관의 경우에는 기존에 시험에 응시하여 선발하는 방식이었으나, 이제 산업체와 마찬가지로 원하는 만큼 병무청에 TO를 신청하고 할당받은 TO만큼 자체적으로 선발하는 형태로 변경된다.

## 주요 사항
- 전문연구요원은 석사 이상의 학위 소지자이어야 하며, 3주 간 논산 육군훈련소에서 기초군사교육을 받고 3년간 연구기관이나 산업체에서 종사를 하게 된다. 산업기능요원과 마찬가지로 기초군사교육도 복무기간에 산입한다.
  - 산업기능요원의 경우와 마찬가지로, 만약 복무 자격을 잃어 취소되거나, 더 이상 복무할 수 없을 경우, 신체등급 1~3급은 현역병으로, 4급은사회복무요원으로 재복무해야 한다. 이 때. 기존 복무기간은 1/4만 인정된다.
  - 그러나 역으로 사회복무요원이 전문연구요원으로 편입할 수는 없다.

## 다른 종류로 이동
- 전문연구요원의 경우에는 산업기능요원과 달리, 사회복무요원에서 전문연구요원으로 옮길 수는 없다.
- 그러나 징병검사 결과에 따라 전문연구요원에서 현역 육군이나 보충역인 사회복무요원으로 재지정될 수는 있다.
- 이 때에도 마찬가지로, 기존 복무했던 기간은 1/4만 인정되어 사회복무요원의 남은 기간 동안 복무해야 한다. 사유는 다음과 같다.

1. 부실복무 등 병역법을 위반하였을 경우
2. 본인 지원에 따라 그만두기를 원할 경우,
3. 사업장이 폐업하고 3달이내 새로운 곳을 정하지 못하였을 경우

## 같이 보기
- 산업기능요원, 대한민국의 병역 제도, 승선근무예비역
- 사회복무요원
- 공중보건의사, 공익법무관, 공중방역수의사
- 징병제, 징병검사, 모병제
- 육군훈련소, 대한민국 국군, 국방개혁 2020
- 병력에 따른 나라 목록, 군대가 없는 나라 목록
- 병역특례비리사건, 대체복무제
- 연발체대역(중국어판)

## 참조 자료, 법령
- 법에는 각기 그에 따른 시행령과 시행규칙이 있다. 앞으로 시행될 예정인 법안도 통과 절차별로 확인할 수 있다.

1. http://sbm.mma.go.kr 병무청 사회복무포탈- 해당업체 구인공고 등 확인 가능.
2. http://law.go.kr/main.html 법제처 '국가법령정보센터'-부칙과 별도 서식까지 확인 가능.
3. http://www.daechione.com 보관됨 2015-03-28 - 웨이백 머신 전문연구요원 모집정보, 질문과 답(공개게시판), 전문연구요원 정보게시판